# Stora Journalistpriset
Gran Premi de Periodisme Suec  (en suec:  Stora Journalistpriset) és un premi suec anual, atorgat des de 1966 per Bonnier AB per «promoure bones fites professionals en el camp de periodisme». El premi està valorat en 100.000 corones sueques i té quatre categories:
- Investigació de l'any (Årets Avslöjande)
- Narrador de l'any (Årets Berättare)
- Innovador de l'any (Årets Förnyare)
- Gran Premi de Periodisme Lukas Bonnier (Lukas Bonniers Stora Journalistpris)